# Oberlandenbeck
 Oberlandenbeck ist ein Dorf im Sauerland. Heute ist es ein Ortsteil der Gemeinde Eslohe in Nordrhein-Westfalen.

## Geographie
Der Ort liegt im Naturpark Sauerland-Rothaargebirge. Durch Oberlandenbeck fließt der Kränzgenbach, ein Nebenfluss des Esselbachs. Angrenzende Orte sind Cobbenrode, Henninghausen, Herscheid, Niederlandenbeck, Landenbeckerbruch, Keppel und Silberg. Der Ort lag an dem frühgeschichtlichen und mittelalterlichen Kriegerweg.

## Geschichte
Frühe Anhaltspunkte über die Größe des Ortes ergeben sich aus einem Schatzungsregister (diente der Erhebung von Steuern) für das Jahr 1543. Demnach gab es in „Ouernlangebeck“ 5 Schatzungspflichtige (die höchsten Abgaben entfielen auf Theies Knacke und Hanß Becker); diese Zahl dürfte mit den damals vorhandenen Höfen bzw. Häusern übereingestimmt haben.
Oberlandenbeck gehörte bis zur kommunalen Neugliederung in Nordrhein-Westfalen zur Gemeinde Cobbenrode. Seit dem 1. Januar 1975 ist Oberlandenbeck ein Ortsteil der neuen Gemeinde Eslohe. In dem Ort leben 68 Einwohner.

## Religion

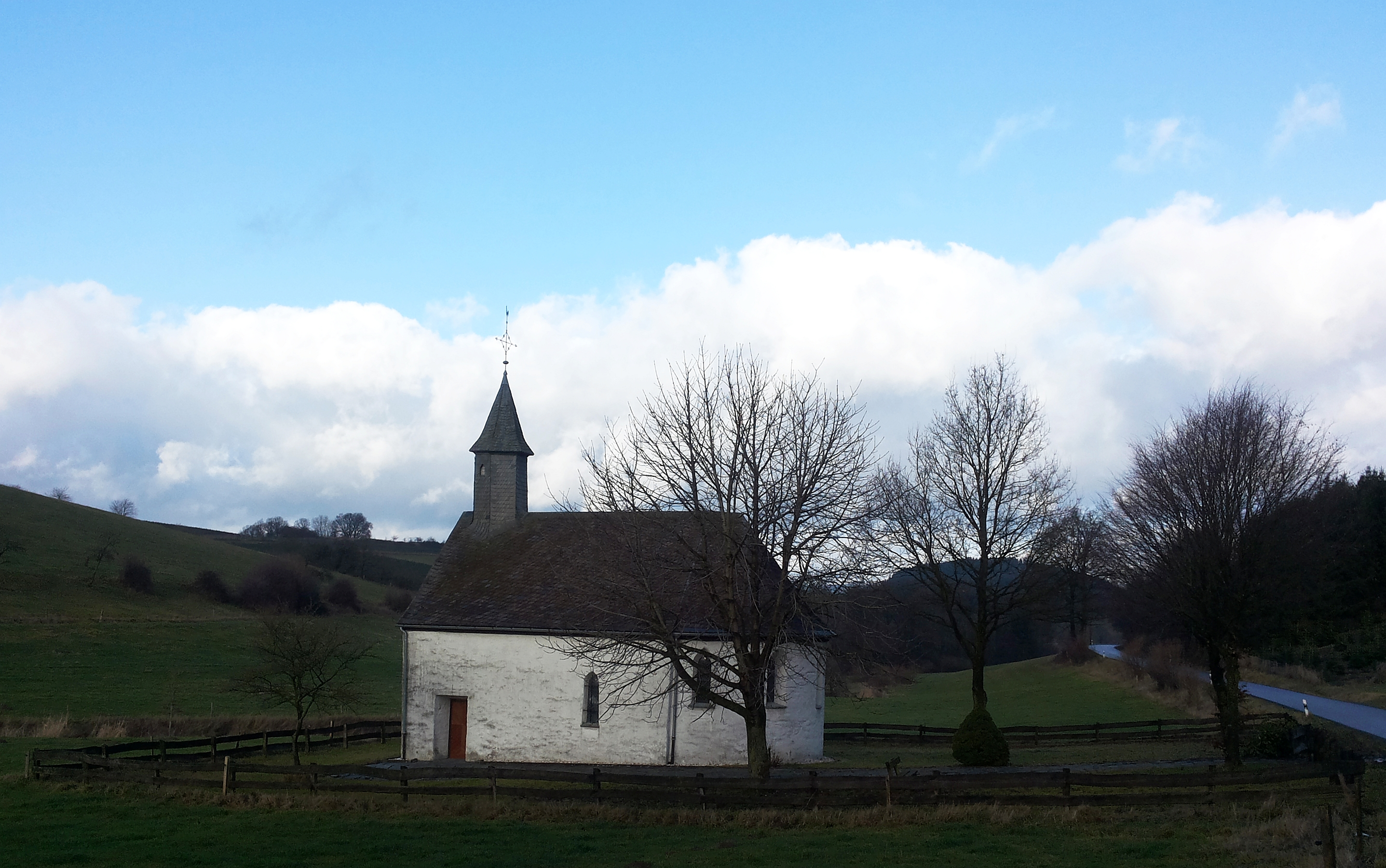
Kapelle Hl. Drei Könige

In Oberlandenbeck steht die denkmalgeschützte katholische Kapelle Hl. Drei Könige. Sie wurde im 14. Jahrhundert errichtet und 1721 erneuert. Oberlandenbeck gehört mit Hengsbeck zur Kirchgemeinde Mariä Heimsuchung in Niederlandenbeck. Die Kirchengemeinde hat 188 Mitglieder.